# Universidad Fray Luca Paccioli
La Universidad Fray Luca Paccioli (UFLP) es un centro de estudios con sede en Cuernavaca, Morelos (México), fue fundado en 1979 y actualmente se encarga de impartir programas de Licenciatura, Ingeniería y Maestría.

## Historia
La UFLP es la sucesora del Instituto Comercial Fray Luca Paccioli que fue fundado durante los años 70 en la zona céntrica de Cuernavaca, Morelos, México.  El nombre del Instituto fue adoptado en honor al matemático Luca di Borgo San Sepolcro, mismo que al ingresar a la Orden de Menores Franciscanos en Italia en el año de 1940 adquirió el nombre de Fray Luca Paccioli. En  las últimas décadas la UFLP ha comenzado a impulsar diversos proyectos de remodelación, expansión y amplificación de su infraestructura arquitectónica.
En la actualidad la UFLP colabora conjuntamente con otras instituciones de educación superior a nivel regional para llevar a cabo proyectos comunes, entre ellos el “Programa de Educación Para Todos” impulsado por la UNESCO y con el cual se pretende conseguir que las oportunidades de acceso universal a la educación escolarizada sea un hecho en este siglo. Además la UFLP forma parte de algunas organizaciones de cooperación internacional, entre las que se ubican la Red de Innovación Universitaria, la Asociación Internacional de Universidades, y es una de las 112 instituciones académicas de nivel superior del país afiliadas y acreditadas por FIMPES.

## Campus
La UFLP cuenta actualmente con 5 campus dentro de la República Mexicana:
- Campus Iguala
- Campus Temixco
- Campus Jiutepec
- Campus Cuernavaca
- Campus Cuautla

## Oferta Académica
Ingenierías
- Mecatrónica
- Telemática
- Sistemas Computacionales
- Comunicaciones y Electrónica

Licenciaturas
- Arquitectura
- Psicología
- Ciencias de la Comunicación
- Gestión y Desarrollo de Tecnologías
- Administración de Empresas
- Contaduría y Finanzas
- Diseño Gráfico
- Economía
- Derecho
- Mercadotecnia
- Informática
- Educación
- Gastronomía
- Nutrición
- Derecho
- Administración de Empresas Turísticas

Maestrías
- Procuración e impartición de justicia
- Educación
- Administración
- Multimedia

Diplomados
- Ciencia y filosofía política
- Desarrollo humano y organizacional
- Psicoterapia
- Psicología Comunitaria
- Idioma Inglés
- Idioma Francés
- Multimedia
- Nutrición
- Gastronomía

Educación media superior
- Bachillerato Tecnológico y General

## Publicaciones
- Gaceta UFLP
- Periódico "El Zarco"